# Mikroregiony ve Zlínském kraji
Mikroregiony jsou regiony malého geografického měřítka. Ve Zlínském kraji byly zakládány od roku 1992 a jejich celkový počet je 43.
| Název                                                                | Sídlo                 | Okres                                    | Účel |
| -------------------------------------------------------------------- | --------------------- | ---------------------------------------- | --- |
| DKV obcí Držková, Kašava a Vlčková                                   | Kašava                | Zlín                                     | společné, ekonomicky nebo jinak vzájemně výhodné hospodaření s obecními majetky, s vypůjčeným majetkem a vzájemně výhodné budování společného majetku či zařízení |
| Dobrovolné sdružení obcí Hornolidečska                               | Horní Lideč           | Vsetín                                   | rozvoj regionu |
| Dobrovolný svazek obcí - Mikroregion Slušovicko                      | Slušovice             | Zlín                                     | rozvoj regionu |
| Dobrovolný svazek obcí Koryčanska a Zdounecka se sídlem ve Zdounkách | Zdounky               | Kroměříž                                 | rozvoj regionu |
| Dobrovolný svazek obcí Vidče a Střítež nad Bečvou                    | Střítež nad Bečvou    | Vsetín                                   | ochrana společných zájmů a veškerých aktivit, které povedou k ekonomickému zabezpečení, přípravě a realizaci projektu odvádění a čištění odpadních vod na území obou obcí |
| Lukovské podhradí                                                    | Fryšták               | Zlín                                     | vzájemná spolupráce v oblasti cestovního ruchu, ekologických projektů a ochranyživotního prostředí, rozvíjení kultury, obnovy tradic a lidových řemesel, dopravní obslužnosti a sportovníchaktivit. |
| Mikroregion Bílé Karpaty                                             | Strání                | Uherské Hradiště                         | zajištění dostupnosti veřejných i soukromých fondů a grantů pro realizace strategie rozvoje, vytváření podmínek pro zajištění místní i regionální infrastruktury, identifikace pilotních projektů, vyhledávání možností financování jednotlivých projektů, přilákání investic do veřejného i soukromého sektoru, zpracování dlouhodobého strategického rozvoje mikroregionu |
| Mikroregion Buchlov                                                  | Buchlovice            | Uherské Hradiště                         | rozvoj cestovního ruchu se vztahem k celkovému rozvoji regionu |
| Mikroregion Dolní Poolšaví, svazek obcí                              | Kunovice              | Uherské Hradiště                         | spolupráce v oblasti cestovního ruchu, zkvalitňování životního prostředí, podpora podnikání, rozvoj kultury. |
| Mikroregion Holešovsko                                               | Holešov               | Kroměříž                                 | podpora cestovního ruchu, dopravy, regionálního rozvoje, sociální infrastruktury a životního prostředí |
| Mikroregion Chřiby                                                   | Kostelany             | Kroměříž, Uherské Hradiště, Zlín         | podpora iniciativ obcí v mikroregionu, rozvoj cestovního ruchu |
| Mikroregion Jižní Haná                                               | Tlumačov              | Kroměříž, Zlín                           | spolupráce členských obcí s regionálními agenturami na mikroregionálních projektecha spolupráce v oblasti kultury a sportu. |
| Mikroregion Jižní Valašsko                                           | Štítná nad Vláří      |                                          | rozvoj regionu |
| Mikroregion Kroměřížsko                                              | Kroměříž              |                                          | rozvoj regionu |
| Mikroregion Luhačovské Zálesí                                        | Luhačovice            |                                          | rozvoj regionu |
| Mikroregion Morkovsko                                                | Morkovice-Slížany     | Kroměříž                                 | koordinační a poradní funkce, usiluje o hospodářský a kulturní rozvoj členských obcí |
| Mikroregion Ostrožsko                                                | Uherský Ostroh        |                                          | vytváření podmínek komplexního řešení rozvoje celého regionu. |
| Mikroregion Podřevnicko                                              | Zlín                  | Zlín                                     | plnění úkolů investora při projektové přípravě a vlastní realizaci stavby kanalizačního sběrače odvádějícího odpadní vody z města Zlín - městské části Želechovice, Lužkovice, Klečůvka a obcí Hvozdná, Lípa a Zádveřice - Raková na ČOV Zlín - Malenovice |
| Mikroregion Rožnovsko                                                | Rožnov pod Radhoštěm  | Vsetín                                   | koordinace postupů při řešení hospodářského, sociálního a kulturního života obcí |
| Mikroregion Staroměstsko                                             | Staré Město           | Uherské Hradiště                         | celkový rozvoj mikroregionu se vztahem k rozvoji jednotlivých obcí |
| Mikroregion Valašskomeziříčsko-Kelečsko                              | Valašské Meziříčí     | Vsetín                                   | rozvoj regionu |
| Mikroregion Vizovicko                                                | Vizovice              | Zlín                                     | spolupráce a koordinace záměrů v oblasti hospodářství, zemědělství, kultury, sportu a sociální péče v členských obcích |
| Odkanalizování mikroregionu Vlára                                    | Brumov-Bylnice        | Zlín                                     | plnění úkolů investora při projektové přípravě a vlastní realizace stavby kanalizace pro obce Štítná nad Vláří, Nedašov, Nedašova Lhota, Návojná, město Brumov - Bylnice a intenzifikace ČOV Brumov - Bylnice |
| Odkanalizování Mikroregionu Židelná                                  | Míškovice             | Zlín, Kroměříž                           | úkoly v oblasti školství, sociální péče, zdravotnictví, kultury, požární ochrany, veřejného pořádku, ochrany životního prostředí, cestovního ruchu a péče o zvířata, cílem společné činnosti je maximální ekonomická efektivnost sdružené činnosti, zaměřená na úsporu nákladů obcí, které jsou členy svazku, a vzájemná koordinace při realizaci jednotlivých úkolů |
| Podhostýnský mikroregion                                             | Bystřice pod Hostýnem | Kroměříž                                 | ochrana společných zájmů, množení sil a prostředků při prosazování záměrů každé obce |
| Region Za Moravú                                                     | Mistřice              | Uherské Hradiště                         | rozvoj regionu |
| Region Zlínsko "v likvidaci"                                         | Zlín                  | Zlín                                     | koordinace činnosti při významných rozvojových a investičních akcích, usilování o hospodářský, kulturní a turistický rozvoj zájmové oblasti. |
| Regionální ekologické sdružení obcí                                  | Hulín                 | Kroměříž                                 | péče o ekologii a životní prostředí |
| Sdružení měst a obcí Bojkovsko                                       | Bojkovice             | Uherské Hradiště, Zlín                   | celková podpora výšení zaměstnanosti v dané oblasti a podpora cestovního ruchu |
| Sdružení měst a obcí východní Moravy                                 | Zlín                  | Uherské Hradiště, Zlín, Vsetín, Kroměříž | spolupráce a koordinace záměrů v oblasti kultury, hospodářství a sociálního rozvoje členských obcí, úsilí o zlepšování životního prostředí a problémů s tím souvisejících, zřízení regionálního koordinačního a informačního centra a regionální rozvojové agentury východní Moravy, podpora rozvoje turistiky a cestovního ruchu v regionu, formování společného postupu samosprávy při prosazování společných zájmů, koordinace využívání zahraniční pomoci, podpora a garance programu vzdělávání samosprávných orgánů, spolupráce se sdruženími samospráv i mimo vlastní region působnosti s důrazem na sousední regiony České republiky a příslušné příhraniční regiony Slovenské republiky |
| Sdružení obcí "Syrákov"                                              | Liptál                | Zlín, Vsetín                             | výstavba společného vodovodu pro obce Bratřejov, Jasenná, Liptál, Lhota u Vsetína, Lutonina, Ublo a Všemina na základě sdružení finančních prostředků uvedených obcí a za použití státní dotace, popř. jiných zdrojů financování |
| Sdružení obcí Mikroregion Vsetínsko                                  | Vsetín                | Vsetín                                   | zpracování integrovaného projektu rozvoje řešení společných programů |
| Sdružení obcí mikroregionu Ploština                                  | Újezd                 | Zlín                                     | pořádání kulturně společenských akcí. |
| Sdružení obcí pro rozvoj Baťova kanálu a vodní cesty na řece Moravě  | Uherské Hradiště      | Kroměříž, Uherské Hradiště, Zlín         | podpora rozvojových aktivit na vodní cestě Baťův kanál na území Zlínského kraje |
| Sdružení obcí pro výstavbu skupinového vodovodu v oblasti "Babicko"  | Kudlovice             | Uherské Hradiště                         | provozování skupinového vodovodu, rozšiřování stávající sítě a správa obecních kanalizací |
| Sdružení pro rozvoj mikroregionu Střední Vsetínsko                   | Jablůnka              | Vsetín                                   | koordinace postupů při řešení problémů týkajících se rozvoje samosprávy obcí,hospodářského, sociálního a kulturního života obcí a další společné aktivity. |
| Sdružení Valašsko-Horní Vsacko                                       | Karolinka             | Vsetín                                   | podpora a udržení zájmu o veřejnou dopravu |
| Spolek pro obnovu venkova Ječmínek                                   | Břest                 | Kroměříž                                 | formulování společných stanovisek k jednotlivým oblastem obnovy vesnice a spolupráce při jejich prosazování |
| Svazek obcí "Osvětimansko"                                           | Osvětimany            | Uherské Hradiště                         | zásobování členských obcí vodou, provoz a údržba vybudovaného vodovodu, rozvoj kultury a cestovního ruchu, zajišťování ochrany životního prostředí |
| Spolek obcí aglomerace Dolní Lhota                                   | Dolní Lhota           | Zlín                                     | úkoly a činnosti uvedené v § 50 odst. 1 písm. b) zákona o obcích, zejména pak činnosti spojené se zajištěním projektové přípravy, výstavby, provozu, údržby, oprav a rozvoje kanalizace na území nebo v prospěch členů svazku obcí |
| Svazek obcí aglomerace KSZ                                           | Zlámanec              | Uherské Hradiště, Zlín                   | úkoly a činnosti uvedené v § 50 odst. 1 písm. b) zákona o obcích, zejména pak činnosti spojené se zajištěním projektové přípravy, výstavby, provozu, údržby, oprav a rozvoje hlavního přivaděče pitné vody po vodojemy obcí Kelníky a Svárov na území nebo v prospěch členů svazku obcí. |
| Svazek obcí Čistý Zlechovský potok                                   | Zlechov               | Uherské Hradiště                         | zajištění realizace odvádění a čištění odpadních vod, tj. konkrétně odkanalizování obcí Zlechov, Tupesy a Břestek, včetně čistírny odpadních vod |
| Svazek obcí pro hospodaření s odpady - Bystřice pod Hostýnem         | Bystřice pod Hostýnem | Kroměříž, Vsetín, Přerov, Hodonín        | provádění činností souvisejících se sběrem, výkupem, dopravou a likvidací odpadů |
| Uherskobrodsko, sdružení měst a obcí                                 | Nivnice               | Uherské Hradiště                         | regionální rozvoj a územní plánování |
| Východní Slovácko                                                    | Vlčnov                | Uherské Hradiště                         | rozvoj regionu |

## Zaniklé mikroregiony
| Název                                                                       | Sídlo            | Okres            | Účel |
| --------------------------------------------------------------------------- | ---------------- | ---------------- | --- |
| Sdružení pro hospodaření s odpady měst a obcí se sídlem v Uherském Hradišti | Uherské Hradiště | Uherské Hradiště | péče o odpadové hospodářství, tj. činnosti zaměřené na předcházení a omezování vzniku odpadů a na nakládání s odpady v rámci ochrany životního prostředí |